# San José Chinantequilla
San José Chinantequilla é uma comunidade que fica na região mixe do estado mexicano de Oaxaca, povoadas principalmente por nativos mestiços e Mixes. 

## Localização e ambiente
Chinantequilla está localizado no município de Totontepec.
Ele tem 463 habitantes e está localizada a aproximadamente 1.160 metros acima do nível do mar, esta cidade está localizada no que é conhecido como a área norte Mixe alta. 

## Variantes lingüísticas
E tem uma língua indígena é Mixe, mas também pessoas originalmente desta comunidade dominada pelo castelhano. Elas já forneceram os meios de comunicação nesta área, muito antes de difícil acesso.

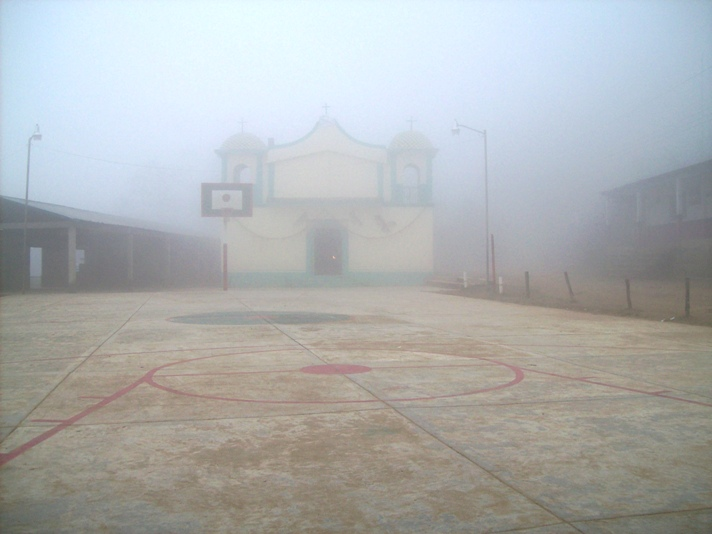
San José Chinantequilla
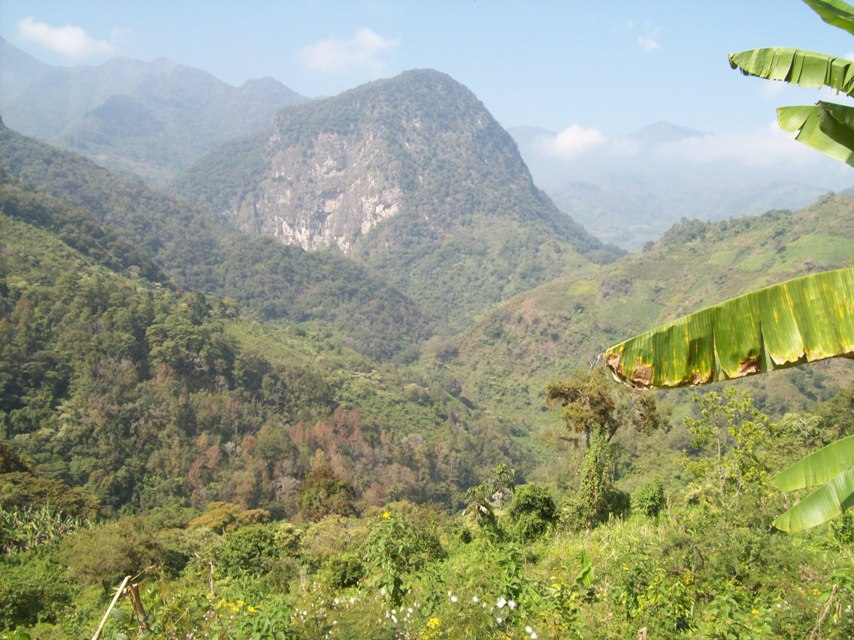
Algodão Hill, Chinantequilla
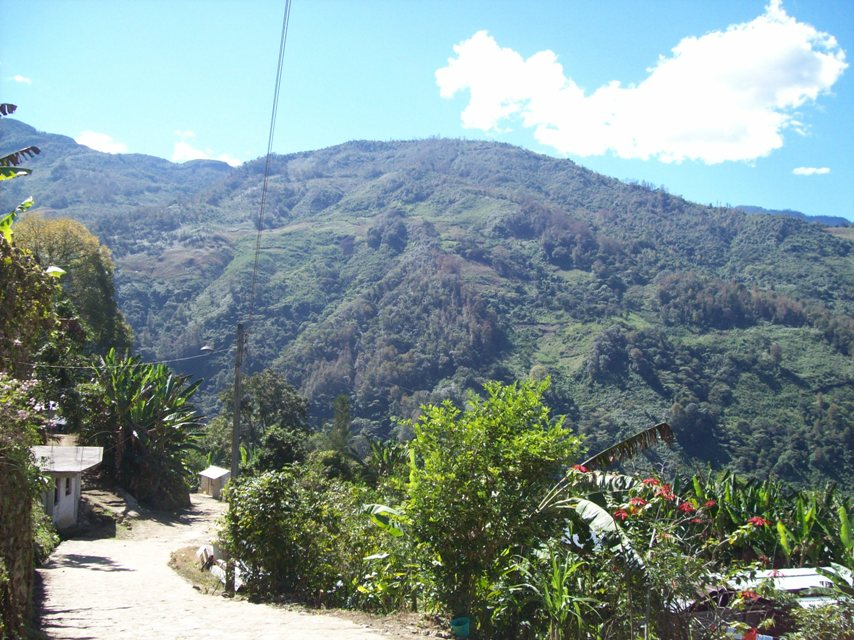
Chinantequilla, Oaxaca
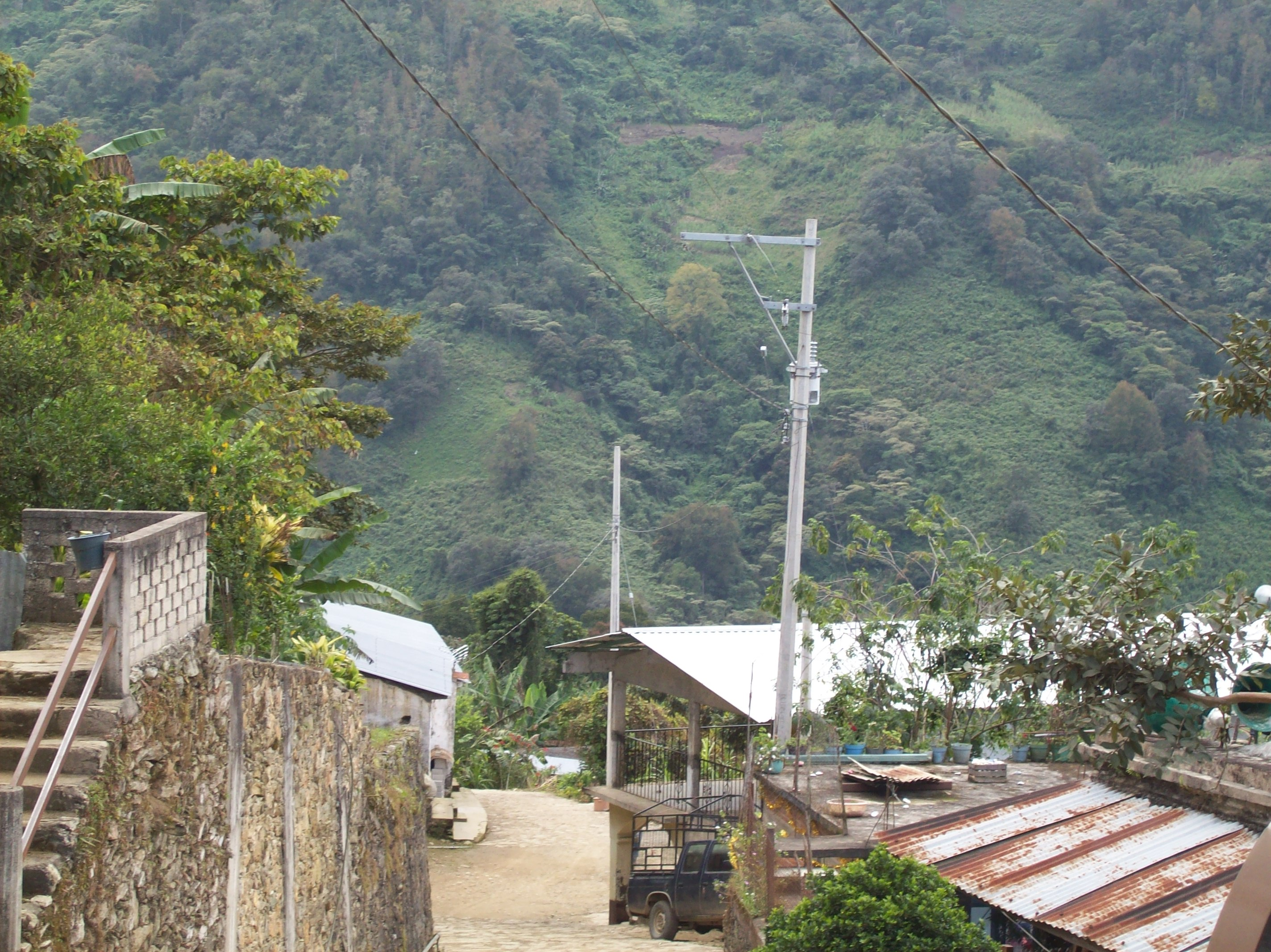
San José Chinantequilla, Centro